# Maddalena Fingerle
Maddalena Fingerle (* 1993 in Bozen) ist eine italienische Germanistin, Romanistin und Schriftstellerin.

## Leben
Fingerle studierte in München von 2012 bis 2015 Germanistik und von 2015 bis 2018 Italianistik. Beide Studiengänge schloss sie mit einem Bachelorgrad ab. In den Jahren 2018 und 2019 bereitete sie mithilfe eines Stipendiums ihre Promotion vor. Thema der Dissertation ist die Vigilanz und Allegorie bei Torquato Tasso und Giovan Battista Marino. Seit 2019 ist sie wissenschaftliche Mitarbeiterin des Sonderforschungsbereichs „Vigilanzkulturen“ unter Florian Mehltretter.
Das Romanmanuskript Lingua madre gewann 2020 den Italo-Calvino-Preis für das beste unveröffentlichte italienische Debüt. Nach Erscheinen wurde sie mit weiteren Preisen ausgezeichnet.

## Auszeichnungen
- 2020: Italo-Calvino-Preis für den Roman Lingua madre
- 2021: Literaturpreis „Giovanni Comisso“ für den Roman Lingua madre
- 2021: Flaiano-Preis
- 2021: Premio Fondazione Megamark

## Werke
- Muttersprache. Folio Verlag, Wien-Bozen 2022, ISBN 978-3-852-56849-2.